# Mischocyttarus moronae
Mischocyttarus moronae är en getingart som beskrevs av Cooper 1996. Mischocyttarus moronae ingår i släktet Mischocyttarus och familjen getingar. Inga underarter finns listade i Catalogue of Life.